# 790
| 790                |
| ------------------ |
| Dødsfald - Fødsler |
|                    |

| Gregoriansk kalender | 790 DCCXC               |
| Ab urbe condita      | 1543                    |
| Armensk kalender     | 239 ԹՎ ՄԼԹ              |
| Kinesiske kalender   | 3486 – 3487 己巳 – 庚午 |
| Etiopisk kalender    | 782 – 783               |
| Jødisk kalender      | 4550 – 4551             |
| Hindukalendere       |                         |
| - Vikram Samvat      | 845 – 846               |
| - Shaka Samvat       | 712 – 713               |
| - Kali Yuga          | 3891 – 3892             |
| Iransk kalender      | 168 – 169               |
| Islamisk kalender    | 173 – 174               |

Se også 790 (tal)